# C. F. Weeber Manufacturing Works
C. F. Weeber Manufacturing Works war ein US-amerikanischer Hersteller von Fahrzeugen.

## Unternehmensgeschichte
Christian F. Weeber Jr. gründete 1896 das Unternehmen. Der Sitz war in Albany im US-Bundesstaat New York. Zunächst stellte er Fahrräder her. 1898 begann die Produktion von Automobilen. Der Markenname lautete Weeber. 1905 endete die Produktion von Kraftfahrzeugen. Insgesamt entstanden nur wenige Fahrzeuge. Außerdem wurden Stationärmotoren und Fahrzeugteile hergestellt.
Ab 1906 war das Unternehmen als Autohaus tätig. Dazu gab es eine Verbindung zu Willard J. Sutherland Sr. und seiner Central Automobile Company. Sie vertrieben Fahrzeuge von Maxwell Motor Company und Ford. Nach der Auflösung dieser Verbindung 1907 beschränkte sich das Angebot auf Ford-Fahrzeuge. 1909 kamen Ohio Motor Car Company, Chase Motor Truck Company, Allen, Standard, American Motors Company und Mais dazu. 1910 folgte Haynes Automobile Company und 1911 Everitt-Metzger-Flanders Company mit EMF und Flanders. 1920 wurde der Fahrzeugverkauf aufgegeben. Weeber starb 1932. Danach verliert sich die Spur des Unternehmens.

## Kraftfahrzeuge
Das erste Fahrzeug von 1898 hatte einen Einzylinder-Viertaktmotor. Der luftgekühlte Motor war unter dem Sitz montiert. Er trieb über eine Kette die Hinterachse an. Der Kraftstofftank befand sich vorne unter einer Haube.
Für 1903 ist ein Tourenwagen überliefert.
Im August 1904 berichtete eine Automobilzeitschrift über die Motoren. Demnach stieg die Motorleistung von 4,5 PS auf 8 PS an. Die Motoren waren weiterhin luftgekühlt.
1905 wurden drei Fahrzeuge zugelassen.
Ein Fahrzeug von 1903 sowie weitere Einzelteile zweier Fahrzeuge existieren noch. Sie sind im New York State Museum in Albany ausgestellt.